# Lophocebus aterrimus opdenboschi
Mangabei-de-opdenbosh (Lophocebus aterrimus opdenboschi) é uma subespécie de macaco do Velho Mundo do gênero Lophocebus. Ocorre na República Democrática do Congo. Já foi considerado como subespécie de Lophocebus aterrimus.